# 1984年欧州議会議員選挙 (ドイツ)
1984年欧州議会議員選挙（1984ねん おうしゅうぎかい ぎいんせんきょ）は、欧州共同体（後の欧州連合）の議会である欧州議会の議員を選出するために行われ、ドイツ連邦共和国（西ドイツ）では6月17日に実施された。本稿では、ドイツにおける欧州議会議員選挙の結果について取り上げる。

## 選挙データ
- 欧州議会議員定数（ドイツ割り当て分）：78議席
- 選挙制度：比例代表制（ニーマイヤー式）

1. 政党は全国共通の政党リストか、州毎のリストを提出する。同じ政党の州リストは全国で結合して、議席配分を受けることが可能。実際には、CSUはバイエルン州のみで名簿を提出し、CDUはそれ以外の州毎の名簿を全国（バイエルン州は除外）で結合している。
2. 有権者は政党リスト（拘束名簿）のいずれか一つに投票。
3. 議席配分は、全国での投票（CSUはバイエルン州だけで、CDUは結合の）によって、ヘアー式最大少数法（ニーマイヤー式）で配分。ただし、有効投票の5％以上の得票があった政党リストに限る。

選挙制度の詳細については、西平重喜著『各国の選挙』（木鐸社）を参照した。
- 選挙権：18歳以上
- 欧州議会議員の任期：5年
- 有権者数：44,465,989名

## 選挙結果
- 投票日：1984年6月17日
- 投票者数：25,238,754名（投票率56.8％）
- 有効投票数：24,851,371票

| 党派                                  | 党派                      | 得票      | ％       | 議席数 |
| ------------------------------------- | ------------------------- | --------- | -------- | ------ |
| キリスト教民主・社会同盟 （CDU・CSU） | キリスト教民主同盟（CDU） | 9,308,411 | 37.5     | 32     |
| キリスト教民主・社会同盟 （CDU・CSU） | キリスト教社会同盟（CSU） | 2,109,130 | 8.5      | 7      |
| ドイツ社会民主党（SPD）               | ドイツ社会民主党（SPD）   | 9,296,417 | 37.4     | 32     |
| 緑の党（GRÜNE）                       | 緑の党（GRÜNE）           | 2,025,972 | 8.2      | 7      |
| 自由民主党（FDP）                     | 自由民主党（FDP）         | 1,192,624 | 4.8      | 0      |
| 議席合計                              | 議席合計                  | 議席合計  | 議席合計 | 78     |

- 出典：2.Wahl zum Europäischen Parlament am 17.Juni 1984
- 議席を獲得した政党と、次点のFDPのみ記載する。